# Bazus
Bazus è un comune francese di 590 abitanti situato nel dipartimento dell'Alta Garonna nella regione dell'Occitania.

## Società

### Evoluzione demografica
Abitanti censiti

## Galleria d'immagini

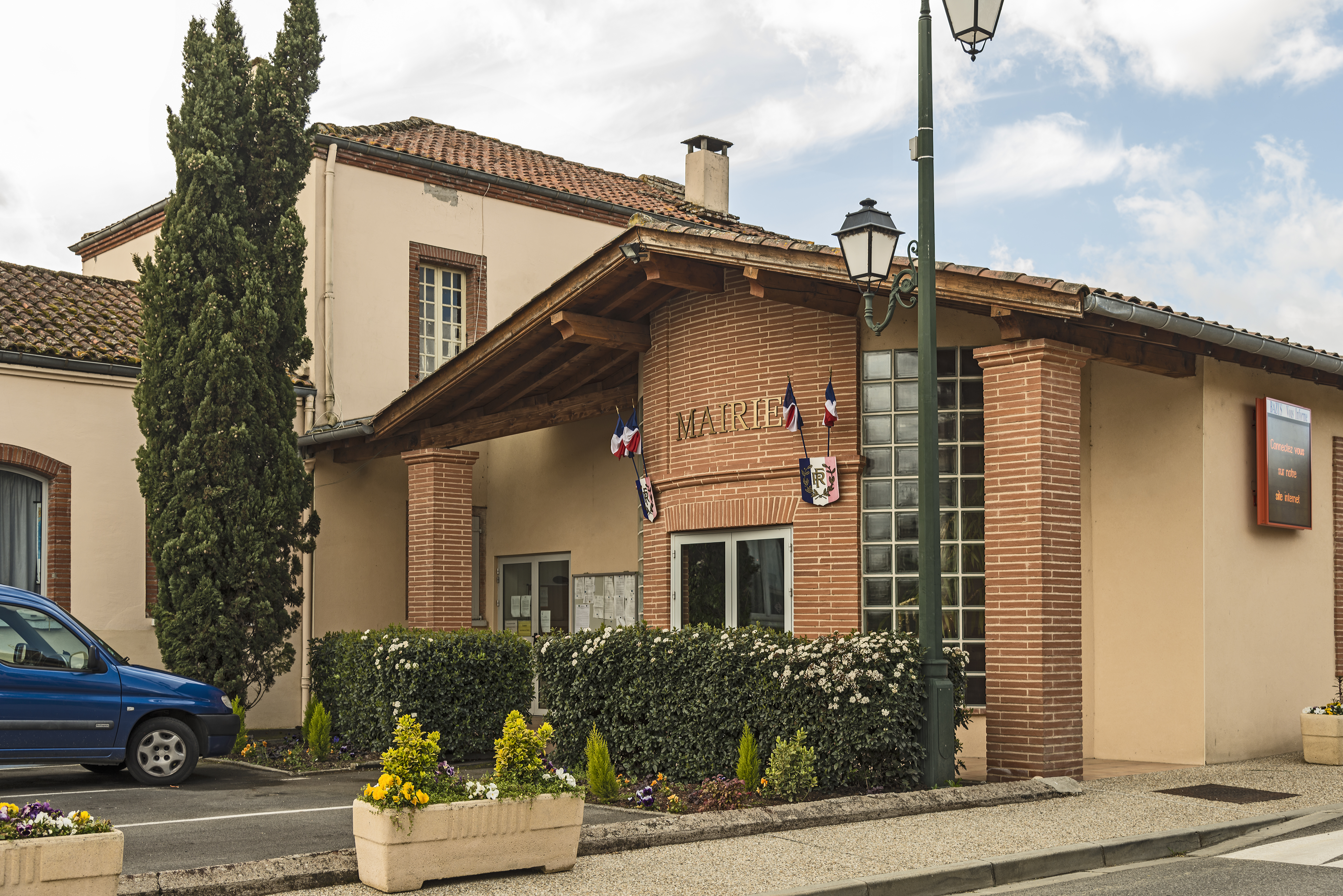
Il municipio
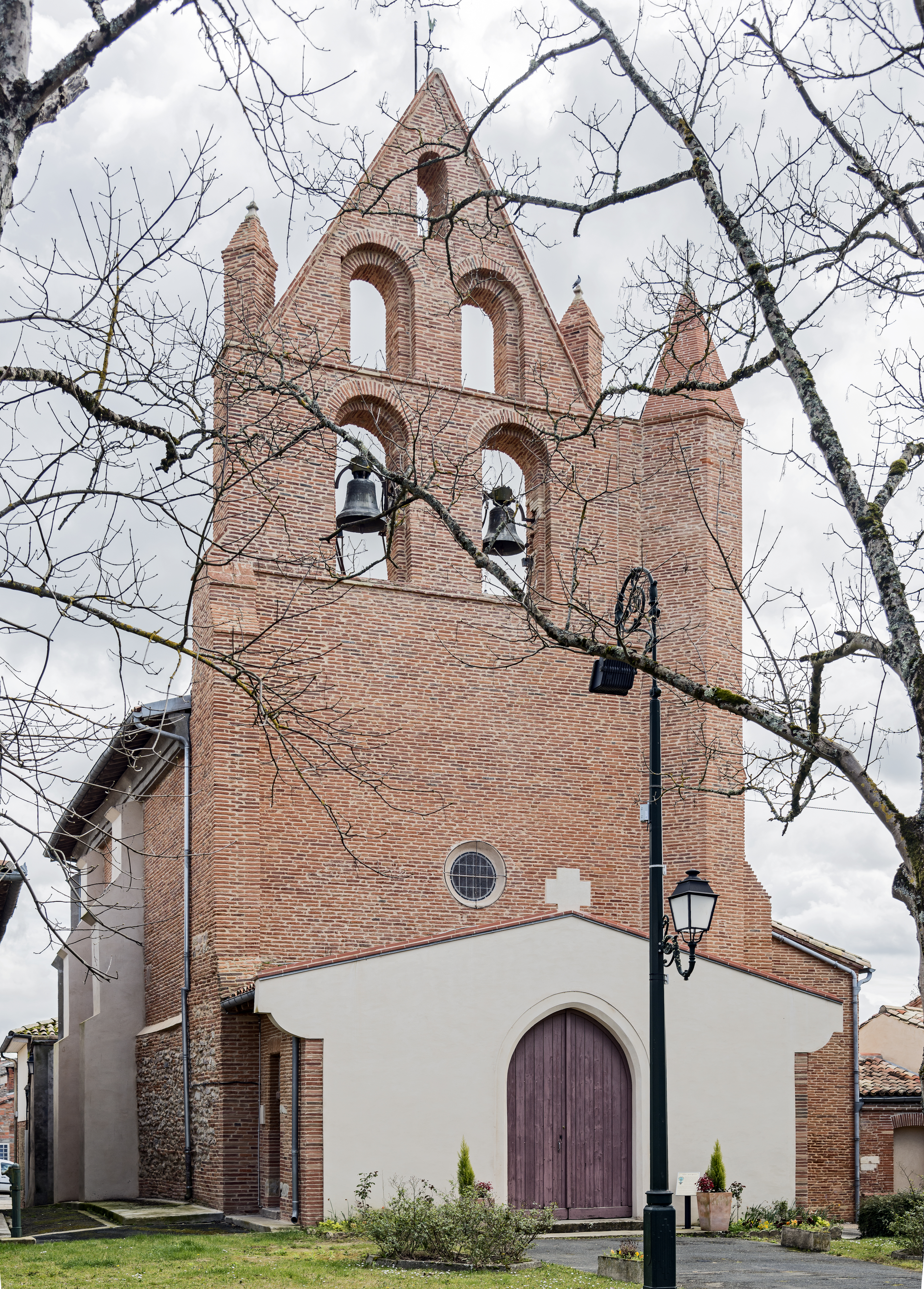
La chiesa di San Pietro
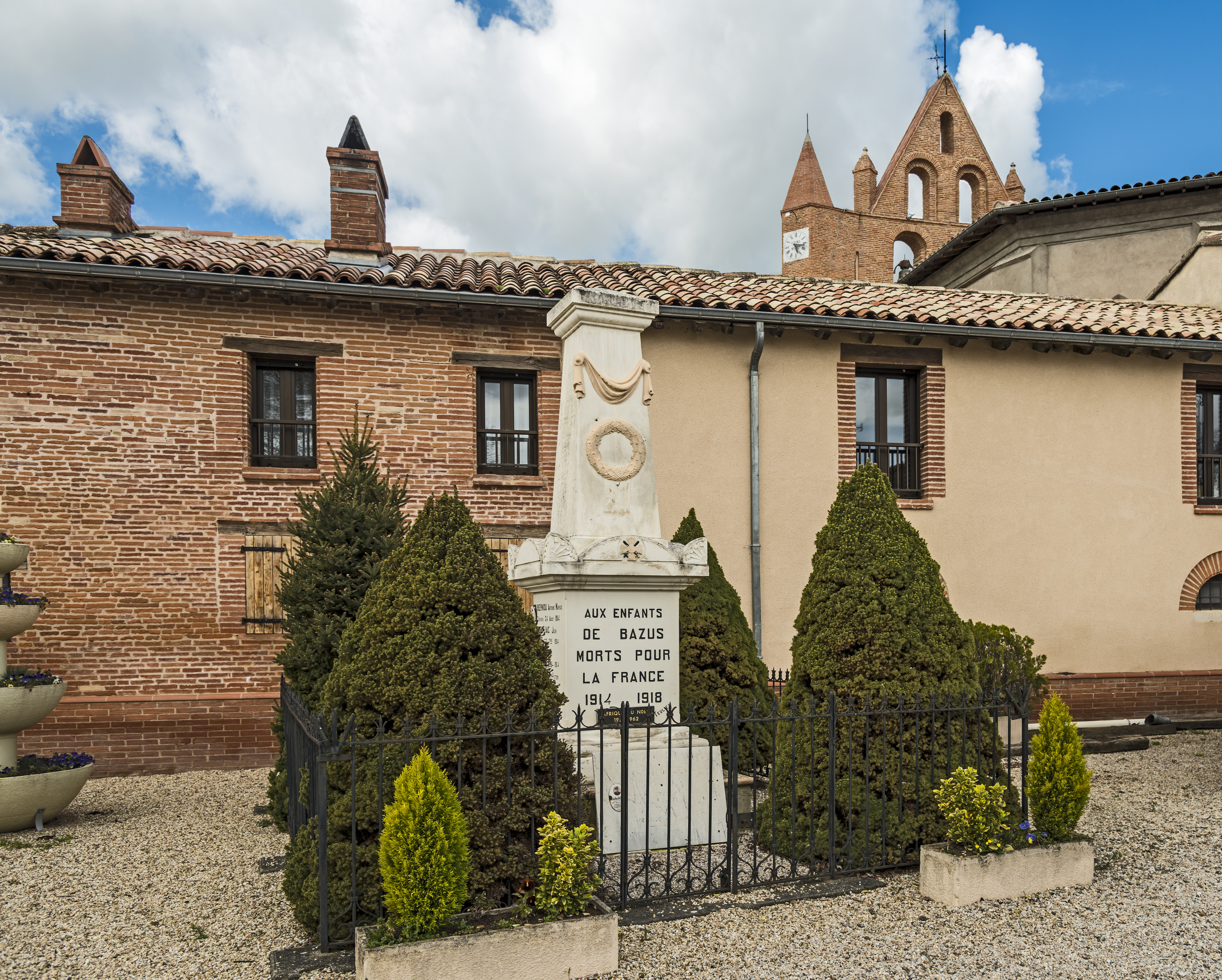
Monumento ai caduti
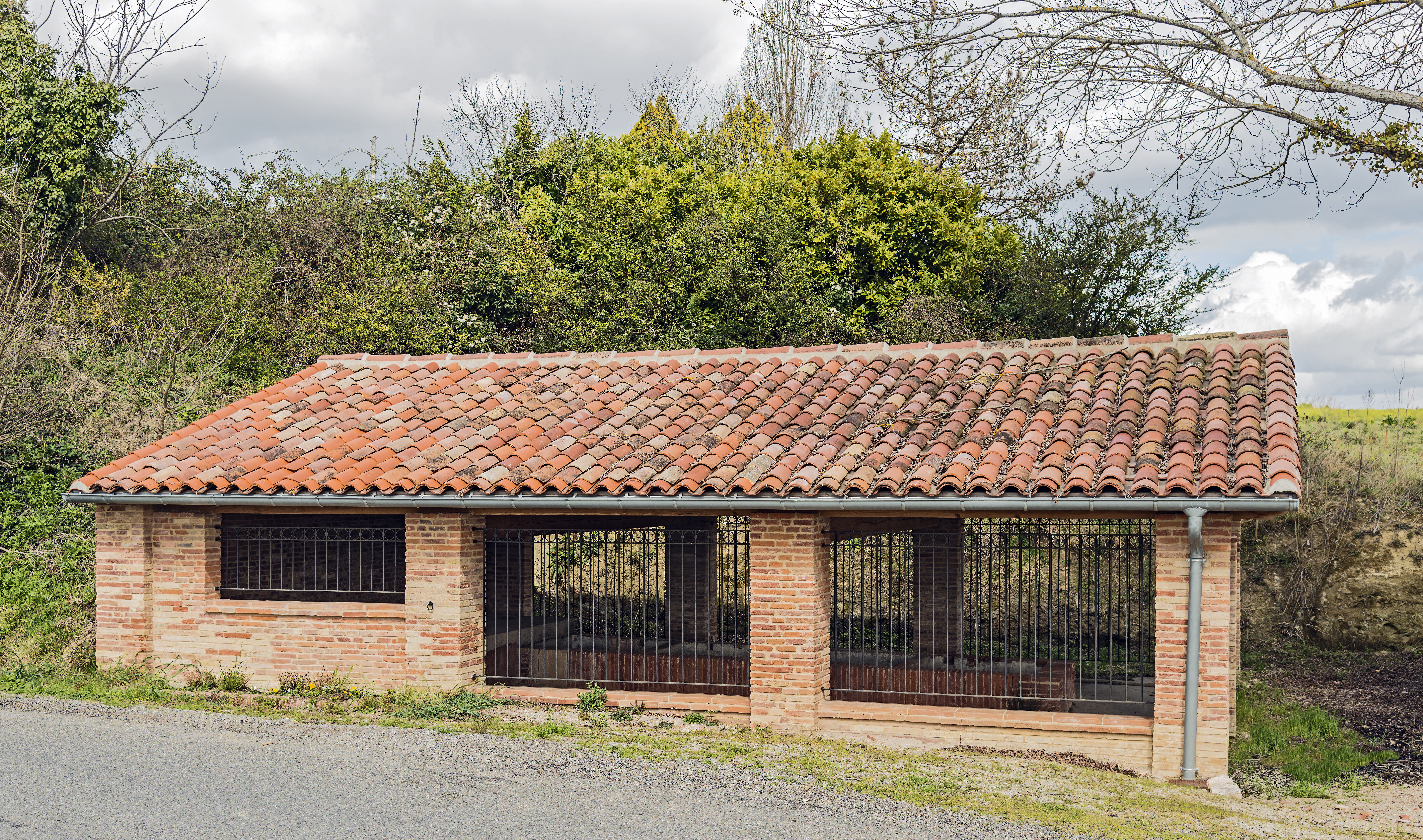
Il lavatoio